# Saphan Sung
Saphan Sung (in thailandese: สะพานสูง) è uno dei 50 distretti (khet) della città di Bangkok, in Thailandia.